# Come to Daddy EP
Come to Daddy è il sesto extended play del disc jockey intelligent dance music britannico Aphex Twin, pubblicato il 6 ottobre 1997 dalla Warp Records. 

## Descrizione

### L'album
(Richard David James in riferimento alla tittle track dell'EP)

Non tutte le tracce sono nello stile della title track. IZ-US è una tranquilla composizione con un sintetizzatore e ritmi jazz. Tutti i remix del singolo Come to Daddy sono differenti tra di loro: il Little Lord Faulteroy Mix è una traccia tranquilla con campionamenti vocali bizzarri e il Mummy Mix è una traccia in stile noise music con campionamenti vocali della madre di James. Le altre tracce hanno anch'esse un loro stile, in particolare Flim, con un andamento ritmato, un'allegra melodia e una complessa sovrapposizione di ritmi frenetici, caratteristica dell'Aphex Twin di questo periodo.
Benché James utilizzi raramente voci nei suoi lavori, quattro delle otto tracce dell'EP hanno dei campionamenti vocali. Per via di questo e del successo della title track, questo disco è considerato il lavoro più pop di James.

### Il video
Il video è stato diretto da Chris Cunningham. Ha come protagonisti un gruppo di bambini, tutti con la faccia di James, che fanno scorribande in un tipico quartiere periferico londinese, picchiandosi tra loro terrorizzando adulti indifesi. I bambini sono controllati da un "demone" mostruoso dall'interno di un televisore che, nel climax del brano, esce dal televisore e inizia a urlare in faccia ad una signora anziana. Il video si conclude con il demone, che ora ha la faccia di James, che raccoglie attorno a sé i bambini.

### L'artwork
L'artwork, realizzato dallo studio londinese The Designers Republic, è composto da scritte nere in carattere Helvetica su sfondo bianco. Tutte le informazioni, lista tracce e testi sono stampati nello stesso modo. Sono presenti solo due immagini, entrambe scattate da Stefan DeBatselier e alterate digitalmente da Chris Cunningham usando la faccia di James sui bambini. James ha utilizzato la sua immagine per gli artwork di cinque suoi lavori: negli album ...I Care Because You Do e Richard D. James Album e negli EP Donkey Rhubarb, Come to Daddy e Windowlicker.
La copertina del secondo CD, ormai fuori produzione, con un artwork completamente composto da caratteri Helvetica bianchi su sfondo arancione, fa riferimento allo spot pubblicitario della Orange per il quale è stato usato il brano To Cure a Weakling Child.

### Uscita
Inizialmente l'EP venne pubblicato su due diversi CD, WAP94CD e WAP94CDR, con le prime quattro tracce nel primo e le restanti quattro nel secondo. Successivamente sono stati rimpiazzati da un singolo CD che comprendeva tutte le otto tracce (WAP94CDX).
La versione su disco in vinile da 12 pollici (tranne che per una versione promozionale limitata a 500 copie) omette le tracce dalla 5 alla 8. 

## Tracce

### 12"
Lato A
Testi e musiche di Richard David James.
1. Come to Daddy (Pappy Mix) – 4:22
2. Flim – 2:57

Durata totale: 7:19
Lato B
1. Bucephalus Bouncing Ball – 5:44
2. Come to Daddy (Little Lord Faulteroy Mix) – 3:50

Durata totale: 9:34

### CD
Testi e musiche di Richard David James.
1. Come to Daddy (Pappy Mix) – 4:22
2. Flim – 2:57
3. Come to Daddy (Little Lord Faulteroy Mix) – 3:50
4. Bucephalus Bouncing Ball – 5:44
5. To Cure A Weakling Child (Contour Regard) – 5:10
6. Funny Little Man – 3:58
7. Come to Daddy (Mummy Mix) – 4:24
8. IZ-US – 2:57

Durata totale: 33:22

## Formazione
- Richard David James – voce, tastiere, sintetizzatore, pianoforte, drum machine, percussioni

## Cover
- Come to Daddy è stata reinterpretata dalla band The Dillinger Escape Plan nel loro EP Irony Is a Dead Scene con la collaborazione di Mike Patton.
- Flim è stata reinterpretata dal trio jazz, The Bad Plus nel loro album di debutto These Are the Vistas.
- Come to Daddy (Little Lord Faulteroy Mix) è stata utilizzata nel Breezeblock Mix del 31 marzo 1998 realizzato da Björk.